# Langdysse von Conradineslyst

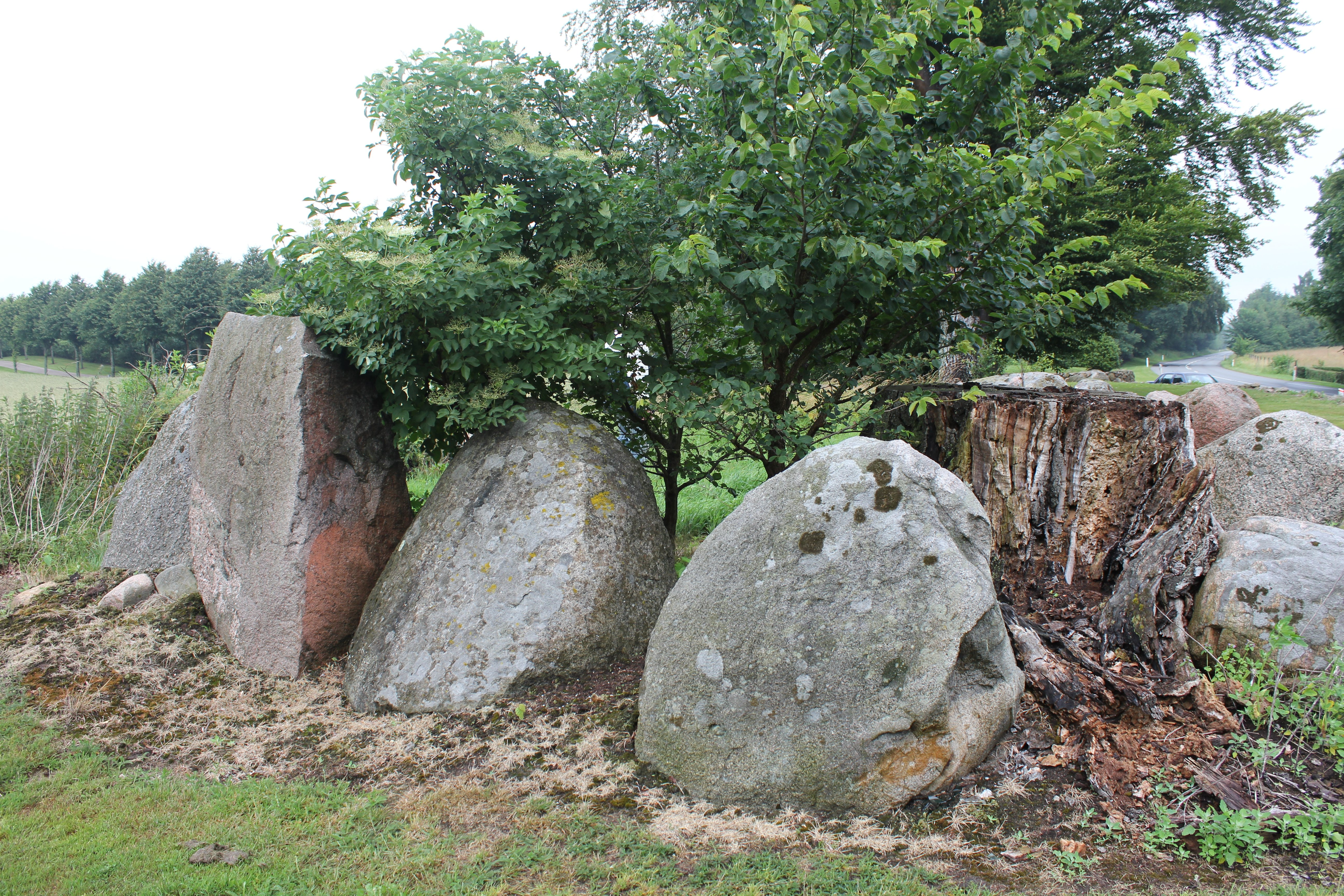
Langdysse von Conradineslyst

Der Langdysse von Conradineslyst in Ruds Vedby (auch Træsko Vang oder Vedbygård genannt) liegt am Sorøvej, östlich von Ruds Vedby bei Sorø auf der dänischen Insel Seeland. Er entstand im Neolithikum zwischen 3500 und 2800 v. Chr. als Megalithanlage der Trichterbecherkultur (TBK).
Der Langdysse liegt in einem 0,3 m hohen Resthügel von etwa 21,0 × 8,0 m. Zwischen der Mitte und dem vermutlichen Ostende befindet sich eine 1,4 × 1,0 messende, 1,0 m hohe Kammer mit der Öffnung in Richtung Osten. Etwa 2,5 m nordöstlich der Kammer liegt ein größerer Stein. Die Randsteine des Hügels sind am Westende am besten erhalten, wo sich vier große Steine befinden. Im Norden sind es drei und im Süden vier.